# Gersimi
Gersimi – bogini z mitologii nordyckiej, córka Frei i Oda, siostra Hnoss. Jej imię oznaczało klejnot.
Gersimi została wspomniana pokrótce w Ynglingasaga, jak i w Nafnaþulur, które w rękopisach Eddy Snorrego Sturlusona kończą jej ostatni rozdział - Skáldskaparmál. Są one anonimowe i nie należą do pierwotnego dzieła.
Grét ok at Óði
gull Freyja.
Heiti eru hennar
Hǫrn ok Þrungva,
Sýr, Skjólf ok Gefn
ok et sama Mardǫll.
Dœtr eru hennar
Hnoss ok Gørsemi.
("Freja, która wypłakała złoto dla Oda, zwana również Härn i Trungva, Syr, Skjalf i Gefn, a także Mardöll. Jej córkami są Hnoss i Gersimi.")
Również w Ynglingasaga (rozdział 10) powiedziane jest, że Freja ma córki Hnoss i Gersimi. Możliwe, że Snorre - lub anonimowy autor Nafnaþulur - zaczerpnął "Gersimi" z nieznanego obecnie kenning. To imię w tym przypadku powinno być heiti (poetyckim synonimem) Hnoss, doprowadziło jednak do duplikacji córki. W Gylfaginning (rozdział 35) powiedziane jest, że Freja ma tylko jedną córkę, mianowicie Hnoss. "Jest tak piękna, że wszystko co piękne i kosztowne zwie się hnossir po niej".  (Hon er svá fǫgr at af hennar nafni eru hnossir kallaðar þat er fagrt er ok gersemligt.). Staronordyckie gersemligt z tego fragmentu, które tłumaczy się "klejnot", bądź "kosztowny", "drogocenny", jest tym samym słowem co imię jej siostry Gersimi.